# زيفولده
زيفولده Zeewolde  مدينة وبلدية هولندية تقع في مقاطعة فليفولاند.

## طوبوغرافيا
خريطة طوبوغرافية هولندية لبلدية زيفولده، سبتمبر 2014، (تقرأ بعد ثلاث نقرات على الخريطة)

## أعلام
- تيم فيسر